# ばふぁこ
ばふぁこ（1996年12月4日 - ）は、日本の漫画家。女性。大阪府出身。血液型はB型。

## 作品リスト

### 漫画作品
- 『けものフレンズ』のアンソロジー寄稿作品（原作：けものフレンズプロジェクト、『けものフレンズ コミックアラカルト ジャパリパーク編 その2』2017年[5]）
- タプリスシュガーステップ（原作：うかみ、『コミック電撃だいおうじ』2018年Vol.60[6] - 2020年Vol.86） - 『ガヴリールドロップアウト』の登場キャラクターである千咲＝タプリス＝シュガーベルを主役にしたスピンオフ[6][7]。
- ナンパしようぜ！（原作：なもり、『ゆるゆりアンソロジー 10周年記念ver.』2019年[8]） - 『ゆるゆり』のアンソロジー寄稿作品。
- くたびれサラリーマンな俺、7年ぶりに再会した美少女JKと同棲を始める（原作：上村夏樹、『コミック電撃だいおうじ』2023年Vol.124[9] - 連載中） - 同名小説のコミカライズ[9]。
- 【福島】せんのいのり×ばふぁこ（『地元が最高で最強！〜ご当地VTuberアンソロジー〜』2024年[10]） - アンソロジー寄稿作品。

### 書籍
- 『タプリスシュガーステップ』、原作：うかみ、KADOKAWA〈電撃コミックスNEXT〉2019年 - 2020年、全3巻
- 『くたびれサラリーマンな俺、7年ぶりに再会した美少女JKと同棲を始める』、原作：上村夏樹、KADOKAWA〈電撃コミックスNEXT〉、既刊2巻（2025年3月27日現在）
  1. 2024年8月27日発売[11][12]、ISBN 978-4-04-915926-4
  2. 2025年3月27日発売[13]、ISBN 978-4-04-916357-5

### その他
- ゆるゆり10周年記念本 ゆるゆりX（2019年[8]）「ゆるゆりトリビュート」に参加[8]。

## アシスタント
- バフコ[14] - お絵描き系バーチャルYouTuberとして2019年5月[15]より個人で活動中。